# Archidiocèse de Zagreb

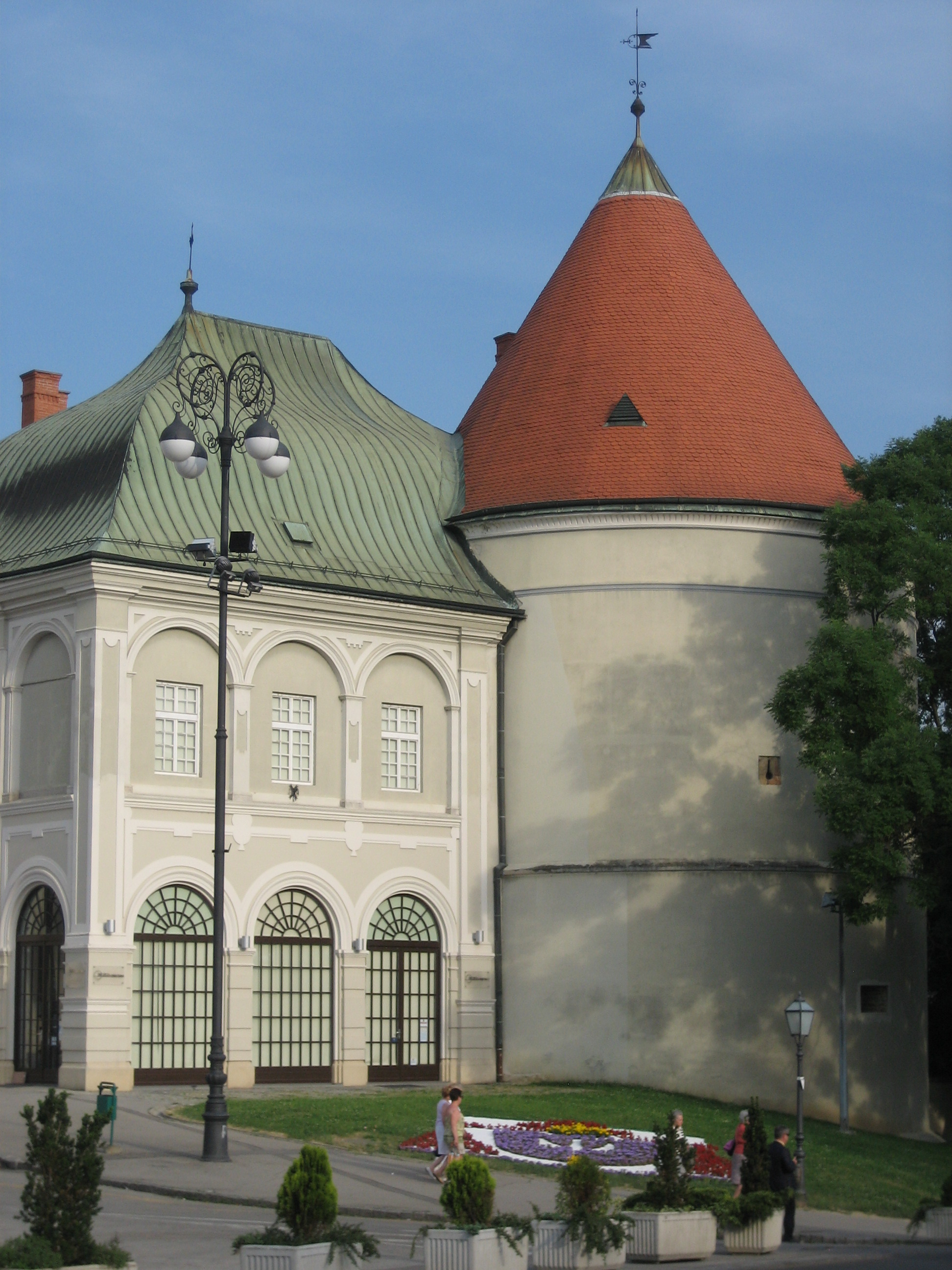
Le siège de l'Archidiocèse

L'archidiocèse de Zagreb (en latin : Archidioecesis Zagrebensis, est une circonscription ecclésiastique de l'Église catholique en Croatie, dont le siège est à la cathédrale Notre-Dame-de-l'Assomption, Saint-Étienne et Saint-Ladislas de Zagreb, capitale du pays.

## Histoire
Le diocèse de Zagreb est érigé en 1093 sur le territoire de l'ancien diocèse de Sisak (de), créé au IIIe siècle et abandonné au VIIe siècle (il est rétabli depuis 1999). Ceci est fait à l’initiative du roi de Pologne Ladislas Ier herman qui veut consolider son pouvoir en Croatie, qu’il vient de conquérir. Opposé aux réformes grégoriennes, le roi est alors l’allié de l'antipape Clément III. 
À l'origine, le diocèse de Zagreb est d’abord suffragant de l’archidiocèse d'Esztergom puis, à partir de 1180, de celui de Kalocsa. C’est donc le Missale Strigoniense (Strigonia est l’ancien nom d’Esztergom) qui est en usage dans l’évêché de Zagreb. En 1511, un Missale Zagrabiense est imprimé, dérivé du Missale Strigoniense de 1484. Il reste en usage jusqu'en 1788, alors que le Missale Strigoniense est tombé en désuétude depuis 150 ans.
Le 17 juin 1777, le diocèse de Zagreb cède une partie de son territoire lors de la création de celui de Szombathely.
Pendant de nombreux siècles, les évêques de Zagreb essaient d'échapper à la dépendance de l'Église hongroise. Le pape Pie IX finit, le 11 décembre 1852, par élever le siège de Zagreb au rang d'archidiocèse métropolitain.
Le 5 juillet 1997 et le 5 décembre 2009, l’archidiocèse de Zagreb cède d'autres parties de son territoire d’abord à la suite de la création des diocèses de Požega (de) et Varaždin (de), puis lors de celles des diocèses de Bjelovar-Križevci (de) et Sisak (de).

## Evêques et archevêques

### Diocèse de Zagreb (1093-1852)
- Duh von Hahót : vers 1093 - ?
- Bartolomej : 1098 - 1102
- Sigismond : 1102
- Manases : 1103 - 1113
- Francika : 1116 - 1131 (déplacé)
- Macilin : 1131 – vers 1142 (démission)
- Verblen : 1142 - 1155
- Gotšald : 1156 - 1161
- Bernald iz Katalonije : 1162 - 1170 ou 1172
- Prodan : 1170 ou 1172 - 5 mai 1175 ou 1185 (décédé)
- Ugrin : 1175 ou 1185 - 1188
- Dominik : 1190 - 1206 (décédé)
- Gothard : 1206 - 1214
- Stjepan Ier : 1215 - 1225
- Stjepan (II) Babonić: 1225 - 10 juillet 1247 (décédé)
- Fülöp 1er Szentgróti : octobre 1248 - 11 février 1262 (déplacé)
- Farkazij : évêque élu en 1263
- Timotej : 24 septembre 1263 - 4 avril 1287 (décédé)
- Anton Ier : vers mai 1287 - 4 novembre 1287 (décédé)
- Ivan Ier : 1288-13 octobre 1295 (décédé)
- Mihály Bői : 1295 - 4 novembre 1303 (déplacé)
- Bx Augustin Kažotić : 9 décembre 1303 - 21 août 1322 (déplacé)
- Jakob (Ier) do Corvo : 21 août 1322-13 mars 1326 (déplacé)
- Ladislav Kobolski : 13 Mars 1326 - 24 Mars 1343 (déplacé)
- Jakob (II) di Piacenza : 24 mars 1343 - 1348
- Dionizije Lacković : 1349 - 11 janvier 1350 (déplacé)
- Nikola (Ier) Keszei : 11 janvier 1350 - 4 août 1356 (déplacé)
- Stjepan (III) Kaniški : 4 août 1356 - vers 1375 (décédé)
- Demetrije (Ier Vaskúti : 23 janvier 1376 - 1379 (déplacé)
- Pavao (Ier Horvat : 2 septembre 1379 - 1386 (déposé)
- Ivan (II) Smilo Bohemus: 4 juin 1386 - 1394
- Ivan (III) Šipuški: 2 janvier 1395 - 1397 (démission)
- Eberhard Alben : 16 juillet 1397 - avril 1406 (déplacé)
- Andrija Scolari : avril 1406 - 11 août 1410 (déplacé)
- Eberhard Alben (2e fois) : 11 août 1410 - 1419 ou 1420 (décédé)
- Ivan (IV) Alben † (26 février 1421 - 1433 (décédé)
  - Sede vacante (1433-1437)
- Ivan (V) : vers 1437
- Abel Kristoforov Korčulanin (administrateur apostolique) : 5 mai 1438 - 1440 (démission)
- Benedikt Ier de Zolio : 29 Juillet 1440 - 13 Février 1447 (déplacé)
- Demetrije (II) Čupor Moslavački : 13 février 1447 - 18 juillet 1453 (déplacé)
- Benedikt Ier de Zolio (2e fois) : 18 Juillet 1453 - 1454 (décédé)
- Toma (Ier) Debrenthey : 11 Octobre 1454 - 13 Janvier 1463 (déplacé)
- Demetrije (II) Čupor Moslavački (2e fois) : 14 juin 1465 - 14 avril 1466 (déplacé)
- Osvald Thuz : 17 avril 1466 - 15 avril 1499 (décédé)
- Luka Szegedi Baratin : 24 juillet 1500 - 22 septembre 1510 (décédé)
- Toma (II) Bakač Erdödy : 1511
- Ivan (VI) Bakač Erdödy ) (évêque élu) : 9 mai 1511 - 1519 (démission)
- Šimun (Ier) Erdödy : 23 Mars 1519 - 2 Juin 1543 (décédé)
- Nikola (II) Olah : 1543 - 4 juillet 1550 (déplacé)
- Vuk Gyulay : 1548 - 1550
- Pavao (II) Gregorijanec : 4 juillet 1550 - 3 août 1554 (déplacé)
  - Sede vacante (1554-1560)
- Matija Bruman : 17 juillet 1560 - 18 août 1563 (décédé)
- Juraj Drašković von Trakošćan (Ier) : 22 mars 1564 - 27 octobre 1578 (déplacé)
- Ivan (VII) Kranjčić Moslavački : 29 octobre 1578 - 3 novembre 1584 (décédé)
- Petar (Ier) Herešinec : 8 Mars 1585 - 26 Octobre 1587 (déplacé)
- Gašpar Stankovački (20 mars 1589 - 1596 (décédé)
  - Sede vacante (1596-1600)
- Nikola (III) Zelniczey Naprady : 15 décembre 1600 - 24 décembre 1602 (décédé)
- Šimun (II) Bratulić : 13 septembre 1603 - 1611 (décédé)
- Petar (II) Domitrović : 15 juillet 1613 - 17 juin 1628 (décédé)
- Franjo (Ier) Ergelski Hasanović : 17 décembre 1629 - 1642 (décédé)
- Benedikt (II) Vinković : 28 avril 1642 - 2 décembre 1642 (décédé)
- Martin (Ier) Bogdan : 3 août 1643 - 10 décembre 1647 (décédé)
- Petar (III) Petretić : 1er février 1649 - 3 août 1667 (déplacé)
- Martin (II) Borković : 11 juin 1668 - 31 octobre 1687 (décédé)
- Aleksandar (Ier) Ignacije Mikulić Brokunovečki : 11 octobre 1688 - 11 mai 1694 (décédé)
- Stjepan (IV) Želišćević od Gacke : 10 janvier 1695 - 1er avril 1703 (décédé)
- Martin (III) Brajković : 14 janvier 1704 - 4 juin 1708 (décédé)
- Imre Esterházy : 9 septembre 1709 - 17 mars 1727 (déplacé)
- Juraj (II) Branjug : 26 novembre 1727 - 28 avril 1748 (décédé)
- Franjo (II) Klobušicki : 2 décembre 1748 - 20 décembre 1751 (déplacé)
- Franjo (III) Thauszy : 24 janvier 1752 - 11 janvier 1769 (décédé)
- Ivan Krstitelj Paxy : 10 septembre 1770 - 20 décembre 1771 (décédé)
- Josip Galjuf : 14 décembre 1772 - 3 ou 5 février 1786 (décédé)
- Maksimilijan Vrhovac : 10 mars 1788 - 16 décembre 1827 (décédé)
  - Sede vacante (1827-1830)
- Aleksandar (II) Alagović : 23 octobre 1829 - 18 mars 1837 (décédé)
- Juraj Haulík Váralyai : 2 octobre 1837 - 11 décembre 1852

### Archidiocèse de Zagreb (depuis 1852)
- Juraj Haulík Váralyai : 11 décembre 1852 - 11 mai 1869 (décédé)
- Josip Mihalović : 27 juin 1870 - 19 février 1891 (décédé) 
  - Sede vacante (1891-1894)
- Juraj Posilović : 18 mai 1894 - 26 avril 1914 (décédé)
- Antun Bauer : 26 avril 1914 - 7 décembre 1937 (décédé)
- Bx Alojzije Stepinac : 7 décembre 1937 - 10 février 1960 (décédé)
- Franjo Šeper : 10 février 1960 - du 20 août 1969 (démission)
- Franjo Kuharić : 16 juin 1970 - 5 juillet 1997 (retraite)
- Josip Bozanić : depuis le 5 juillet 1997

## Églises importantes
L’église principale de l’archidiocèse est la cathédrale Notre-Dame-de-l’Assomption-Saint-Étienne-et-Saint-Ladislas de Zagreb.
La Conférence épiscopale croate a nommé deux sanctuaires nationaux sur le territoire de l’archidiocèse :
- le sanctuaire Saint-Joseph de Karlovac[3], le 15 avril 1987[4] ; et
- le sanctuaire Notre-Dame-de-Bistrica de Marija Bistrica, également basilique mineure[5], en 1971[6].

L’archidiocèse compte deux autres basiliques, toutes deux à Zagreb :
- la basilique du Sacré-Cœur, nommée en 1941[8] ; et
- la basilique Saint-Antoine-de-Padoue-du-Saint-Esprit[9], nommée en 2022[10].